# Mercado de Cullera
El mercado de Cullera se encuentra situado en la plaza de la Verge números 15-23, en el municipio de Cullera (Valencia), España.

## Edificio
Es obra del arquitecto valenciano Luis Ferreres Soler. Su estilo es el modernismo valenciano. Su construcción se inició en el año 1899 y fue finalizado en 1903. Constituye el ejemplo más importante de arquitectura modernista valenciana de Cullera.
Se compone de un conjunto de cuatro pabellones independientes en forma de cruz. Juntos, los pabellones forman una amplia cuadrícula dotada de pasillos centrales. Cada pabellón está dedicado a un sector alimentario: el pabellón de la carne, del pescado, de frutas y verduras.
Uno de los pabellones fue remodelado recientemente y hoy en día su uso es el de auditorio municipal con el nombre de Auditorio del Mercado.